# Hulcote (Bedfordshire)
Hulcote est un village anglais de l'ouest du Central Bedfordshire. Il est situé juste au nord de l'autoroute M1, près de borough de Milton Keynes, dans le Buckinghamshire.
Les paroisses d'Hulcote et Salford ont été réunies en 1750. Les paroisses civiles ont été fusionnées en 1933 pour former celle d'Hulcote and Salford (en)

## Histoire
Des fouilles ont révélé des silex taillés et des tessons de poterie. Il est certain en tous cas qu'Hulcote est occupé depuis le moyen âge. Le village est mentionné dans le Domesday Book en 1086.